# HD 144208
HD 144208，又名BD+37 2708，SAO 65049、HR 5983，是一颗恒星，视星等为5.83，位于銀經58.57，銀緯48.61，其B1900.0坐标为赤經15h 59m 38.7s，赤緯+36° 48.61′ 27″。